# Pork Soda
Pork Soda ist das dritte Studioalbum der Band Primus. Es erschien 1993 bei Interscope.

## Hintergrund
Wie sich bereits durch die Produktion der 1992 erschienenen EP Miscellaneous Debris abzeichnete, ist das Album dunkler und ernster als die vorangegangenen Primus-Alben. Es behandelt vorrangig Themen wie Mord (My Name is Mud), Selbstmord (Bob) und Entfremdung (Nature Boy, The Pressman). Die Band selbst führt das auf die Anstrengungen der gerade zurückliegenden, fast zweijährigen Tour zurück.
Aus dem am 20. April 1993 auf Interscope Records erschienenen Album wurden die drei Singles My Name is Mud, DMV und Mr. Krinkle ausgekoppelt.
Der Titel My Name is Mud beinhaltet ein Sample aus dem Film Beim Sterben ist jeder der Erste, der Titel Hamburger Train enthält ein Sample von Paul Reubens aus dem Cheech-&-Chong-Film Cheech & Chongs heiße Träume.

## Titel
Texte: Les Claypool, Musik: Primus.
| Nr.          | Titel                                                                                           | Länge |
| ------------ | ----------------------------------------------------------------------------------------------- | ----- |
| 1.           | Pork Chop's Little Ditty I                                                                      | 0:21  |
| 2.           | My Name Is Mud                                                                                  | 4:48  |
| 3.           | Welcome to This World                                                                           | 3:40  |
| 4.           | Bob                                                                                             | 4:40  |
| 5.           | DMV                                                                                             | 4:58  |
| 6.           | The Ol’ Diamondback Sturgeon (Fisherman’s Chronicles, Part 3)                                   | 4:39  |
| 7.           | Nature Boy                                                                                      | 5:35  |
| 8.           | Wounded Knee                                                                                    | 2:25  |
| 9.           | Pork Soda                                                                                       | 2:20  |
| 10.          | The Pressman                                                                                    | 5:11  |
| 11.          | Mr.Krinkle                                                                                      | 5:27  |
| 12.          | The Air Is Getting Slippery                                                                     | 2:31  |
| 13.          | Hamburger Train (Enthält ein Sample von Paul Reubens aus dem Film Cheech & Chongs heiße Träume) | 8:11  |
| 14.          | Pork Chop’s Little Ditty II                                                                     | 1:03  |
| 15.          | Hail Santa                                                                                      | 1:51  |
| Gesamtlänge: | Gesamtlänge:                                                                                    | 57:40 |

## Besetzung

### Primus
- Les Claypool – Bass, Kontrabass, Mandoline, Gesang
- Larry LaLonde – E-Gitarre, Banjo
- Tim Alexander („Herb“) – Schlagzeug, Marimba

## Rezeption
Siggy Zielinsky von den Babyblauen Seiten gibt dem Album eine Wertung von 11/15: „Nach zwei neurotischen Studioalben (‚Frizzle Fry‘ und ‚Sailing the Seas of Chees‘), gelingt es dem Bandleader Les Claypool auf ‚Pork Soda‘ erstmals, seinen manisch-depressiven, treibenden Sprechgesangsbeiträgen auch einige konventionellere melodische Einfälle beizumischen. ... Das Album bietet mal knochentrockenen, dann wieder fetten, manchmal mit Bogen gespielten Bass, meist verzerrte, schneidende Gitarrenklänge und einen hervorragenden Drummer, der sein Schlagzeug so lässig-virtuos und einfallsreich, wie sonst kaum einer zu meistern weiß.“
Andreas Hoffmann von den Babyblauen Seiten gibt dem Album eine Wertung von 12/15: „Nein – ‚Pork Soda‘ ist nicht witzig! Da wird mal jemandem der Schädel mit einem Baseballschläger zertrümmert (‚My name is Mud‘), oder es erhängt sich ein anderer in seiner Wohnung (‚Bob‘). Der Sound ist geradezu klaustrophobisch gruselig – im Vordergrund der Schlabberbass und das eigentümlich verhallte Schlagzeug, etwas weiter im Hintergrund die manchmal geradezu unterschwellig gemixte Gitarre und der wie immer merkwürdige, dieses Mal aber manchmal beängstigend wirkende Gesang.“